# Министерство внутренних дел Греции
Министерство внутренних дел — правительственное ведомство Греции. С 27 июня 2023 года министром является Ники Керамеос («Новая демократия»).

## Список министров внутренних дел (1974—1995)
| Имя                           | Начало полномочий     | Конец полномочий      | Партия'          | Примечания                                                                 |
| ----------------------------- | --------------------- | --------------------- | ---------------- | -------------------------------------------------------------------------- |
| Георгиос Раллис               | 24 июля 1974 года     | 26 июля 1974 года     | Новая Демократия | Правительство национального единства                                       |
| Христофорос Стратос           | 26 июля 1974 года     | 9 октября 1974 года   | Новая Демократия | Правительство национального единства                                       |
| Панайотис Зеппос              | 9 октября 1974 года   | 21 ноября 1974 года   | Новая Демократия | Правительство национального единства                                       |
| Константинос Стефанопулос     | 21 ноября 1974 года   | 10 сентября 1976 года | Новая Демократия |                                                                            |
| Иппократис Иорданоглу         | 10 сентября 1976 года | 21 октября 1977 года  | Новая Демократия |                                                                            |
| Георгиос Митсопулос           | 21 октября 1977 года  | 28 ноября 1977 года   | Новая Демократия |                                                                            |
| Христофорос Стратос           | 28 ноября 1977 года   | 17 сентября 1981 года | Новая Демократия |                                                                            |
| Георгиос Даскалакис           | 17 сентября 1981 года | 21 октября 1981 года  | Новая Демократия |                                                                            |
| Георгиос Генниматас           | 21 октября 1981 года  | 17 января 1984 года   | ПАСОК            |                                                                            |
| Мениос Куцойоргас             | 17 января 1984 года   | май 22 1984 года      | ПАСОК            |                                                                            |
| Панайотис Макропулос          | 22 мая 1984 года      | 21 июня 1984 года     | ПАСОК            |                                                                            |
| Мениос Куцойоргас             | 21 июня 1984 года     | 9 мая 1985 года       | ПАСОК            |                                                                            |
| Панайотис Макропулос          | 9 мая 1985 года       | 5 июня 1985 года      | ПАСОК            |                                                                            |
| Мениос Куцойоргас             | 5 июня 1985 года      | 5 февраля 1987 года   | ПАСОК            | 26 июля 1985 — 25 апреля 1986 также Министр общественного порядка          |
| Эммануил Папастефанакис       | 5 февраля 1987 года   | 23 сентября 1987 года | ПАСОК            |                                                                            |
| Акис Цохатзопулос             | 23 сентября 1987 года | 2 июня 1989 года      | ПАСОК            | 17 марта 1989 года — 2 июня 1989 года, также Министр общественного порядка |
| Панайотис Макропулос          | 2 июня 1989 года      | 2 июля 1989 года      | ПАСОК            | также Министр общественного порядка                                        |
| Никос Константопулос          | 2 июля 1989 года      | 12 октября 1989 года  | Синаспизмос      | Коалиционное правительство                                                 |
| Василиос Скурис               | 12 октября 1989 года  | 23 ноября 1989 года   | беспартийный     | Временное правительство                                                    |
| Теодорас Катриванос           | 23 ноября 1989 года   | 11 апреля 1990 года   | беспартийный     | Правительство национального единства                                       |
| Сотириос Кувелас              | 11 апреля 1990 года   | 8 августа 1991 года   | Новая Демократия |                                                                            |
| Николаос Клейтос              | 8 августа 1991 года   | 3 декабря 1992 года   | Новая Демократия |                                                                            |
| Иоаннис Кефалояннис           | 3 декабря 1992 года   | 14 сентября 1993 года | Новая Демократия |                                                                            |
| Иоаннис Георгакис             | 14 сентября 1993 года | 13 октября 1993 года  | беспартийный     | в качестве исполняющего обязанности министра                               |
| Акис Цохатзопулос             | 13 октября 1993 года  | 8 июля 1994 года      | ПАСОК            |                                                                            |
| Костас Скандалидис (1-й срок) | 8 июля 1994 года      | 15 сентября 1995 года | ПАСОК            |                                                                            |

- 15 сентября 1995 года Министерство премьер-министра и Министерство внутренних дел были объединены в единое Министерство внутренних дел, государственной администрации и децентрализации.

## Список министров внутренних дел, государственной администрации и децентрализации (1995—2007)
| Имя                        | Начало полномочий     | Конец полномочий      | Партия           | Примечания                                   |
| -------------------------- | --------------------- | --------------------- | ---------------- | -------------------------------------------- |
| Акис Цохатзопулос          | 15 сентября 1995 года | 30 августа 1996 года  | ПАСОК            |                                              |
| Василис Скурис             | 30 августа 1996 года  | 25 сентября 1996 года | беспартийный     | в качестве исполняющего обязанности министра |
| Алекос Пападопулос         | 25 сентября 1996 года | 19 февраля 1999 года  | ПАСОК            |                                              |
| Василис Папандреу          | 19 февраля 1999 года  | 20 марта 2000 года    | ПАСОК            |                                              |
| Георгиос Кумантос          | 20 марта 1999 года    | 13 апреля 2000 года   | беспартийный     | в качестве исполняющего обязанности министра |
| Василис Папандреу          | 13 апреля 2000 года   | 24 октября 2001 года  | ПАСОК            |                                              |
| Костас Скандалидис         | 24 октября 2001 года  | 13 февраля 2004 года  | ПАСОК            |                                              |
| Николаос-Михаил Аливизатос | 13 февраля 2004 года  | 10 марта 2004 года    | беспартийный     | в качестве исполняющего обязанности министра |
| Прокопис Павлопулос        | 10 марта 2004 года    | 24 августа 2007 года  | Новая Демократия |                                              |
| Спиридон Флогаитис         | 24 августа 2007 года  | 19 сентября 2007 года | беспартийный     | в качестве исполняющего обязанности министра |

- 18 сентября 2007 года Министерство внутренних дел, государственной администрации и децентрализации было совмещено с Министерством общественного порядка в единое Министерство внутренних дел.

## Список министров внутренних дел (2007—2009)
| Имя                 | Начало полномочий     | Конец полномочий      | Партия           | Примечания                                   |
| ------------------- | --------------------- | --------------------- | ---------------- | -------------------------------------------- |
| Прокопис Павлопулос | 19 сентября 2007 года | 11 сентября 2009 года | Новая Демократия |                                              |
| Спиридон Флогаитис  | 11 сентября 2009 года | 7 октября 2009 года   | беспартийный     | в качестве исполняющего обязанности министра |

## Список министров внутренних дел, децентрализации и электронного управления (2009—2011)
| Имя           | Начало полномочий   | Конец полномочий  | Партия | Примечания |
| ------------- | ------------------- | ----------------- | ------ | ---------- |
| Яннис Рагусис | 7 октября 2009 года | 17 июня 2011 года | ПАСОК  |            |

## Список министров внутренних дел (2011—2015)
| Имя                   | Начало полномочий   | Конец полномочий    | Партия           | Примечания |
| --------------------- | ------------------- | ------------------- | ---------------- | ---------- |
| Харис Кастанидис      | 17 июня 2011 года   | 11 ноября 2011 года | ПАСОК            |            |
| Анастасиос Янницис    | 11 ноября 2011 года | 17 мая 2012 года    | ПАСОК            |            |
| Антонис Манитакис     | 17 мая 2012 года    | 21 июня 2012 года   | независимый      |            |
| Эврипидис Стилианидис | 21 июня 2012 года   | 25 июня 2013 года   | Новая демократия |            |
| Яннис Микелакис       | 25 июня 2013 года   | 10 июня 2014 года   | Новая демократия |            |
| Аргирис Динопулос     | 10 июня 2014 года   | 27 января 2015 года | Новая демократия |            |

## Список министров внутренних дел и административной реконструкции (2015—2016)
| Имя                 | Начало полномочий     | Конец полномочий      | Партия      | Примечания |
| ------------------- | --------------------- | --------------------- | ----------- | ---------- |
| Никос Вуцис         | 27 января 2015 года   | 28 августа 2015 года  | СИРИЗА      |            |
| Антонис Манитакис   | 28 августа 2015 года  | 23 сентября 2015 года | независимый |            |
| Панайотис Курумблис | 23 сентября 2015 года | 4 ноября 2016 года    | СИРИЗА      |            |

## Список министров внутренних дел (2016— )
| Имя                 | Начало полномочий  | Конец полномочий | Партия |
| ------------------- | ------------------ | ---------------- | ------ |
| Панайотис Скурлетис | 4 ноября 2016 года |                  | СИРИЗА |